# Josepe el Demente
José Tapia (Talca, Chile, 29 de octubre de 2003), conocido por su nombre artístico Josepe el Demente, ⁣ es un rapero especializado en trap latino. Desde su debut en 2018, ha lanzado más de una decena de sencillos y colaboraciones.
Se hizo conocido por su canción «Morena Cachetona» que cuenta con millones de reproducciones en YouTube y otras plataformas. Es considerado parte de la nueva era de la música urbana chilena, junto a Marcianeke, Cris MJ, Sayian Jimmy, Nysix Music, entre otros.

## Carrera artística
José Tapia dio sus primeros pasos en el mundo de la música en el año 2018. Con sencillos como «Bipolar», «Acércate», «Que te creí» junto a Marcianeke, comenzó a darse a conocer por medio de la plataforma Spotify.
Sería en 2020 cuando su canción más popular llegaría en colaboración con Sayian Jimmy, «Morena cachetona», sencillo que se hizo viral, con 20 millones de visualizaciones en YouTube y llegando al puesto 7 del Top Spotify en Chile. Posteriormente, llegaría «Pa matar las ganas», sencillo que también gozó de popularidad y reacciones por parte de youtubers conocidos como EduKingz. La canción «En la nota» con Sayian Jimmy y Nysix Music, fue el siguiente sencillo, que ya cuenta con 4 millones de visualizaciones en YouTube. También colaboró en «Me provocó» con la cantante Rocio Cry.
En 2022, a través de su Instagram, el cantante chileno dio a conocer su nuevo remix llamado «Makinon 2», con diversos artistas chilenos. También, anunció el lanzamiento del vídeo oficial de «Mi Brujita» junto a Uzbell, El Bai y Nysix Music.

## Discografía

### Sencillos
- 2019: «Bipolar»
- 2020: «Morena cachetona» (con Sayian Jimmy & cris 23)
- 2021: «En la nota» (con Sayian Jimmy y Nysix Music)
- 2021: «Frikitona»  (con Marcianeke) [14]
- 2022: «Me provocó» (con Rocio Cry)
- 2022: «Abusa» (con Marcianeke) [15]
- 2022: «Makinon 2» (con varios artistas)
- 2022: «Pa matar las ganas» (con varios artistas)
- 2022: «Mi brujita» (con Uzbell, El Bai y Nysix Music)